# Hyperolius inyangae
Hyperolius inyangae es una especie de anfibios de la familia Hyperoliidae.
Es endémica del este de Zimbabue y de Malaui.